# NGC 4774
NGC 4774 (другие обозначения — MCG 6-28-37, IRAS12507+3705, ZWG 188.26, KUG 1250+370, ARAK 392, 1ZW 45, VV 789, PGC 43759) — галактика в созвездии Гончие Псы.
Этот объект входит в число перечисленных в оригинальной редакции «Нового общего каталога».
В галактике вспыхнула сверхновая SN 2013he типа IIP, её пиковая видимая звездная величина составила 16,5.